# U-901
Unterseeboot 901 foi um submarino alemão do Tipo VIIC, pertencente a Kriegsmarine que atuou durante a Segunda Guerra Mundial.

## Comandantes
| Comandante          | Data                                     |
| ------------------- | ---------------------------------------- |
| Kptlt. Hans Schrenk | 29 de abril de 1944 - 15 de maio de 1945 |

## Subordinação
Durante o seu tempo de serviço, esteve subordinado às seguintes flotilhas:
| Período                                   | Flotilha                                   |
| ----------------------------------------- | ------------------------------------------ |
| 29 de abril de 1944 - 14 de março de 1945 | 4. Unterseebootsflottille (treinamento)    |
| 15 de março de 1945 - 8 de maio de 1945   | 11. Unterseebootsflottille (serviço ativo) |